# Nicolas du Japon
Saint Nicolas du Japon, de son vivant archevêque Nikolaï Kasatkine, né Ioann Dimitrovitch Kasatkine (1836 - 1912), est un évêque de l'Église orthodoxe russe et un saint de l'Église orthodoxe. Il fut le père de l'Église orthodoxe du Japon. La cathédrale orthodoxe de Tokyo (Cathédrale de la Résurrection), est surnommée Nikolai-do en souvenir de lui. Sa fête est célébrée le 3 février.
Nicolas est né le 1er août 1836 julien (qui correspond au 13 août grégorien) dans le gouvernement de Smolensk, de Dimitri Kasatkine, diacre de l'Église orthodoxe russe. Il fut baptisé sous le nom Ioann. Sa mère mourut alors qu'il avait 5 ans. Il gravit rapidement les échelons des responsabilités ecclésiastiques : en 1857, il entra à l'Académie de théologie de Saint-Pétersbourg. Le 7 juillet 1860 (du calendrier russe, 19 juillet grégorien) il devint moine et reçut le nom de Nicolas. Le 12 juillet (24 juillet) de la même année, il est ordonné diacre.
Il fut envoyé au Japon pour desservir la paroisse de la mission diplomatique russe. Son charisme rassembla autour de lui un premier noyau de Japonais qui devint peu à peu une Église locale nouvelle.
Une des épreuves les plus douloureuses de sa vie fut la guerre qui éclata en 1905 entre sa patrie russe et celle de ses enfants spirituels japonais. Lors de la victoire du Japon, il sut autoriser ses prêtres à célébrer des offices d'action de grâce tout en prévenant qu'il n'y participerait pas.
Après sa mort le 3 février 1912 julien (qui correspond au 16 février grégorien), il fut enterré au cimetière de Yanaka à Tokyo, près de Ueno.
Il est le premier saint de l'Église orthodoxe japonaise, canonisé par l'Église russe en 1970  comme « Égal aux apôtres du Japon, Archevêque saint Nicolas ». La même année, l'Église russe décidait d'accorder l'autonomie à l'Église du Japon.

### Articles connexes

"Notre Père" traduit en japonais classique par Saint Nicolas du Japon et Paul Nakai Tsugumaro.